# Юри Секулов
Юри Секулов Иванов е български художник – аниматор, режисьор, дизайнер на компютърни игри и преподавател.

## Биография
Юри Секулов е роден е на 11 юли 1963 година в Перник. Там завършва основното и средното си образование. През 1989 година завършва класическа анимация във ВИТИЗ в курса на Пройко Пройков.
От 2010 година се занимава с компютърна 2D анимация и технология. Работи за престижни анимационни продукции в България и чужбина и е един от основателите на Българската асоциация на независимите художници и аниматори.

## Избрана филмография
- Алегро
- Етюд
- Близката далечина
- Kipper
- Little Dodo
- Кошута[2]
- Шаро и първият сняг[2]